# هيكلا

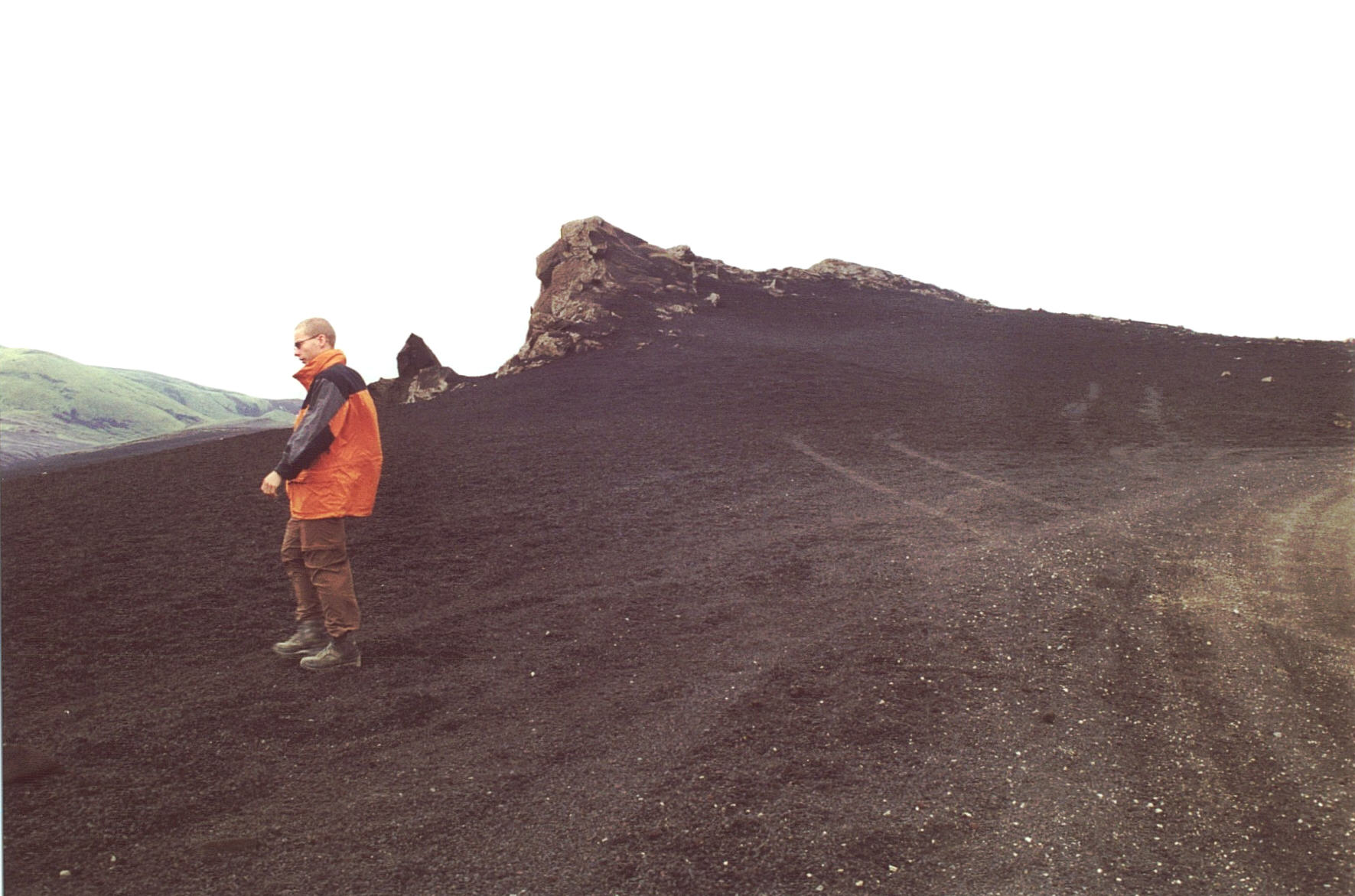
حقل اللافا من نشاط بركاني في يوليو 2000.

بركان هيكلا (بالإنجليزية: Hekla ) هو بركان يوجد في جنوب جزيرة آيسلندا يبلغ ارتفاعه نحو 1490 متر . ويتمركز البركان في صدع (شق في الأرض) يمتد بطول 40 كيلومتر ويبلغ عمرة نحو 6600 سنة. وينتمي هذا الجبل إلى ثلاثة براكين نشطة موجودة في آيسلندا ، ويجتاح الرماد البركاني Tephra والحجارة الجزيرة من حين لآخر ويترسبوا عليها. ويأتي نحو 10 % من الرماد البركاني التي نشأت خلال الألف سنة الماضية على الجزيرة من الهيكلا وهي تكوّن نحو 5 كيلومتر مكعب . وتحتوي منطقة الهيكلا على نحو 8 كيلومتر مكعب من اللابة Lava الناتجة خلال فترة وجودها .

## اقرأ أيضا
- بركان تصدعي
- انبثاق بركاني
- انفجار بركاني
- حمم بركانية
- صهارة